# James Collins (football, 1983)
Pour les articles homonymes, voir James Collins.
James Collins, né le 23 août 1983 à Newport (pays de Galles), est un footballeur international gallois qui évolue au poste de défenseur.

## Carrière en club
Formé à Cardiff City, James Collins fait ses débuts pour le club gallois en novembre 2000 lors d'un match de la Coupe d'Angleterre contre Bristol Rovers. Il inscrit 3 buts en 86 matchs pour l'équipe de Cardiff, avant d'être transféré, avec Danny Gabbidon, à West Ham United en 1re division anglaise.
Les nombreuses blessures qui affaiblissent le club à la fin de la saison 2006-2007 contraignent Collins à jouer au poste de défenseur.
Au mercato d'été 2009, il signe à Aston Villa pour un somme évaluée à 7 millions d'euros.
Le 1er août 2012, James Collins fait son retour à West Ham où il signe un contrat de quatre ans.

## Palmarès

### En club
- Cardiff City
  - Vainqueur de la FAW Premier Cup en 2002.

- Aston Villa
  - Finaliste de la Coupe de la Ligue anglaise en 2010.

### Distinction personnelle
- Élu meilleur jeune footballeur gallois de l'année 2005.